# 千佛造像碑 (陵川县)
千佛造像碑 (陵川县)，位于山西省晋城市陵川县礼义镇平川村北，是中华人民共和国山西省文物保护单位之一。
1986年8月18日，授予山西省文物保护单位，是一座石刻。